# Rosocha (Łódź)
Pour les articles homonymes, voir Rosocha.
Rosocha est une localité polonaise de la gmina de Będków, située dans le powiat de Tomaszów Mazowiecki en voïvodie de Łódź.